# Castello di San Servolo
Il castello di San Servolo (Grad Socerb o Strmec in sloveno, Schloss Sankt Serff in tedesco) si trova in Slovenia nel comune di Capodistria, a poca distanza dal confine italo-sloveno; è una rocca costruita su una rupe a più di 350 m sulla piana di Zaule.

## Storia

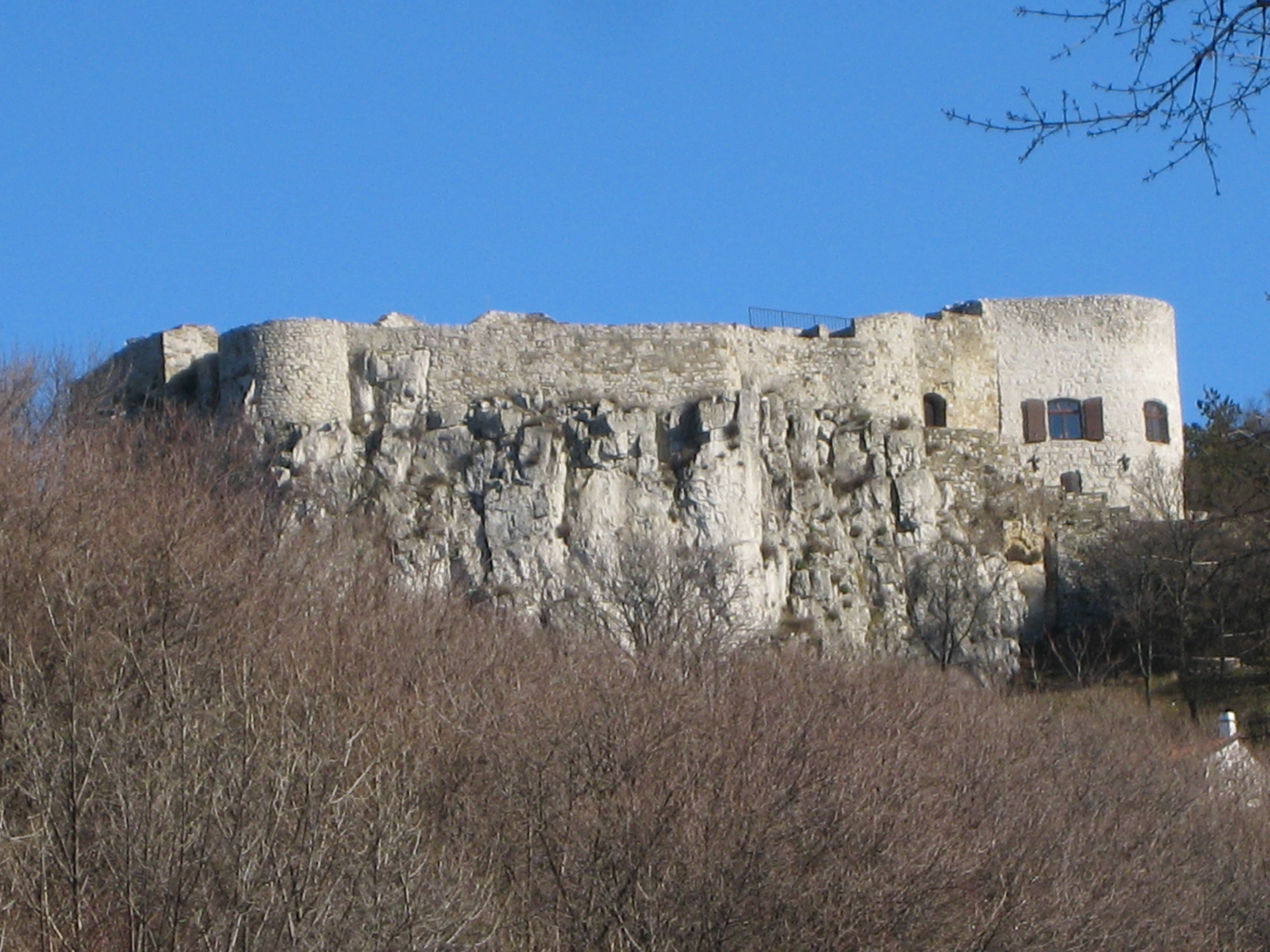
Il castello di San Servolo

Venne costruito per difendere il territorio dagli Ungari; il nucleo iniziale risale presumibilmente al IX secolo, e poi ampliato nel corso dei secoli. Fu teatro di molte battaglie e, in particolare, di quelle tra gli austriaci e i veneziani all'inizio del XVI secolo per il controllo del commercio del sale che si produceva nelle saline di Zaule e transitava lungo la Val Rosandra.
Fu proprietà dei veneziani dal 1463 al 1511 che lo usavano come estrema difesa dai Turchi e dall'Impero Austriaco. Nel 1521 ne divenne poi proprietario il capitano triestino e nobile Nicolò Rauber; come sede del capitanato feudale con diritti circondariali estendeva il proprio controllo su un territorio piuttosto vasto, comprendendo, oltre al villaggio stesso di San Servolo (Socerb) e Castel (Kastelec), anche Cernotti (Črnotiče), Piedimonte d'Istria (Podgorje), Petrinje, Klanec, Ocizla, Becca (Beka), Prebeneg, Vodice e San Sergio (Črni Kal).
All'inizio del XVII secolo, durante la guerra degli Uscocchi (1615-1617), il castello fu del nobile triestino Benvenuto Petazzi; i conti Petazzi mantennero il capitanato di Socerb fino al 1688, quando lo restituirono all'arciduca di Graz per trasferirsi a Zaule. Nel 1689 il castello fu visitato, descritto e raffigurato dallo storico Janez Vajkard Valvasor. Nella prima metà del XVIII secolo il capitanato di Socerb passò nelle mani dei marchesi de Priè; nel 1768 fu acquistato dai conti Montecuccoli di Modena che ne mantennero la proprietà anche dopo l'abolizione della servitù della gleba nel 1848. A causa dei danni dovuti a un incendio provocato nel 1780 da un fulmine, all'inizio del XIX secolo il castello cadde in rovina. I resti furono descritti nel 1823 dal conte Girolamo Agapito e ne venne realizzato un dipinto nel 1842 da August Tischbein. Quello che rimaneva del castello fu acquistato nel 1907 dal barone triestino Demetrio Economo che lo ristrutturò nel 1925 sanando il muro di cinta e rimuovendo le altre rovine. Durante la seconda guerra mondiale, nel periodo della lotta di liberazione, grazie la posizione strategica, venne usato come sede da parte di milizie partigiane prima e dall'esercito tedesco dopo che lo conquistò nell'autunno del 1944. Nel dopoguerra fu nuovamente ristrutturato e ha assunto un'importanza storica e un interesse prettamente turistico.

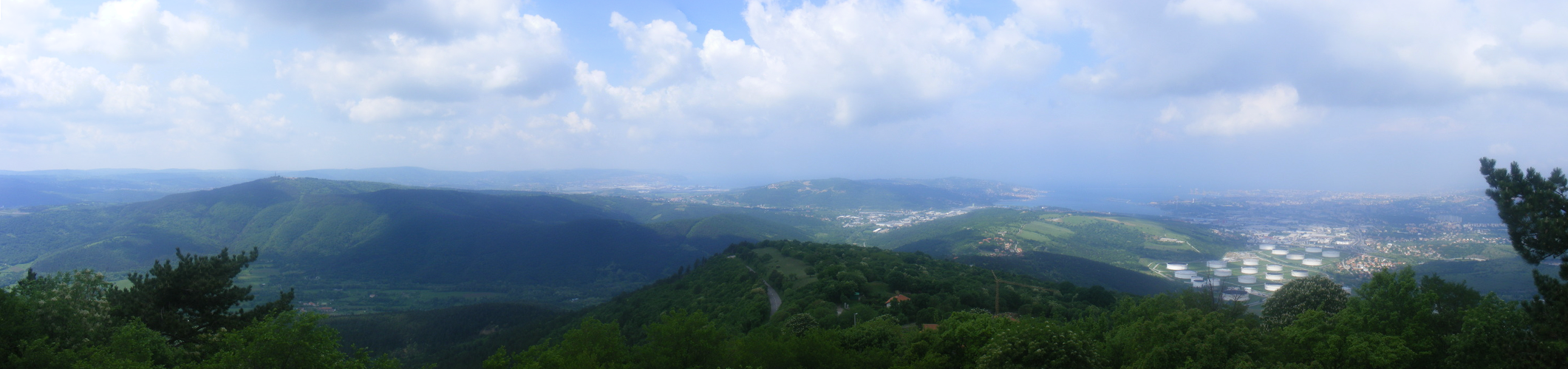
Panorama dal colle del castello